# Nemiche per la pelle
Nemiche per la pelle è un film del 2016 diretto da Luca Lucini con Claudia Gerini, Margherita Buy, Paolo Calabresi e Giampaolo Morelli.

## Trama
Lucia e Fabiola si odiano da quando si conoscono. La prima, ex-moglie di Paolo, la seconda, moglie attuale, sono costrette ad avvicinarsi quando l'uomo improvvisamente muore lasciando in eredità ad entrambe il suo unico figlio. Inizialmente poco propense al nuovo ruolo di madri, finiranno presto per affezionarsi al piccolo Paolo jr, tanto da dovere tentare di mettere da parte le proprie divergenze personali.
Quando le Autorità intervengono ed il bambino è portato in un convento di suore le due donne insieme cercano di rapirlo. Sono scoperte ed arrestate ma si arriva davanti al giudice. Il piccolo Paolo jr. chiede di essere lasciato alle due donne che per quanto eccentriche sono ormai la sua famiglia.
La custodia viene data a Fabiola ma porterà avanti il suo ruolo di madre adottiva insieme a Lucia.

## Produzione
Il film è stato prodotto dalla collaborazione tra Bianca Film e Rai Cinema. Le scene sono state girate a Roma.

## Distribuzione
Il trailer e il poster della pellicola sono stati diffusi il 3 marzo 2016. Il film è stato distribuito il 14 aprile 2016 dalla Good Films. Il film è stato valutato T, che significa: la visione è aperta a tutti.

## Edizioni home video
Il film è stato distribuito in DVD dalla CG Entertainment.

## Accoglienza

### Incassi
La pellicola nel primo week-end di apertura incassa 360000 €, mentre il guadagno totale ammonta a circa 960.000.

### Critica
Il film su IMDb riveve un punteggio di 5.5/10; su Comingsoon 3.8/5; su FilmScoop 6.25/10; su MYmovies 2.50/5; su FilmTV 4.8/10; su Movieplayer 3.4/5.
Massimo Bertarelli de Il Giornale: 14 aprile 2016
È prevedibilissima questa commedia, ma è garbata e spiritosa. A Roma muore un tale architetto Paolo, lasciando due vedove che si detestano.
Paolo D'Agostini de La Repubblica: 14 aprile 2016
Margherita Buy e Claudia Gerini sono la ex moglie e la vedova del defunto architetto Paolo che nel film non c'è perché tutto inizia proprio dalle sue esequie. Si detestano. Battibeccano perfino su chi debba occupare in chiesa il posto "d'onore" al primo banco. Sono opposte. La prima esercita il mestiere di psicologa di cani e gatti, l'altra gestisce un'agenzia immobiliare, è tutta presa dai simboli di carriera e successo. Su entrambe le impreparatissime teste piomba "l'eredità". Consistente in un bimbetto cinese che l'estinto ha procreato con una terza donna. L'idea c'è e anche la ciccia ci sarebbe. Ma viene anestetizzata e banalizzata: le due non sono personaggi ma caricature. Meno male che c'è Paolo Calabresi nei panni dell'avvocato (e amico del morto) che si arrampica sugli specchi per far digerire il rospo alle due arpie.
Francesco Alò de Il Messaggero: 14 aprile 2016
Lucia (Buy) psicanalizza gli animali («Io parlo con pit bull, rottweiler e conigli!»), Fabiola (Gerini) dirige un'agenzia immobiliare. Una è colta e piena di nevrosi, l'altra ignorantona e stakanovista. E se si ritrovassero un piccolo cinese fra le mani? Un uomo importante per entrambe pare aver deciso di affidare a Lucia e Fabiola il frutto di un suo terzo amore.